# Ezra Taft Benson (1811–1869)
Ezra Taft Benson (ur. 22 lutego 1811 w Mendon, zm. 3 września 1869 w Ogden) – amerykański przywódca religijny i polityk.

## Życiorys
Urodził się w Mendon w stanie Massachusetts jako syn Johna Bensona oraz Chloe Taft. Zetknął się z niedawno zorganizowanym Kościołem Jezusa Chrystusa Świętych w Dniach Ostatnich, został ostatecznie członkiem tej wspólnoty religijnej. Ochrzczony 19 lipca 1840 w Quincy w stanie Illinois. W październiku 1840 w Nauvoo wyświęcony na starszego, krótko później również na wyższego kapłana. 25 października tego samego roku mianowany drugim doradcą w prezydium palika w Quincy. Zaangażowany w działalność misyjną młodego Kościoła, wysłany na misję do wschodnich stanów kraju (1842–1843, 1844–1845, 1847–1848). Włączony w skład Kworum Dwunastu Apostołów, wyświęcony na apostoła 16 lipca 1846. Dołączył do fali mormońskiej migracji na zachód, był częścią pierwszej grupy, która wyruszyła w podróż do doliny Wielkiego Jeziora Słonego. Na miejsce dotarł  pierwotnie w lipcu 1847, następnie odbył jeszcze szereg wypraw tego typu, przywodząc do Utah kolejne grupy migrantów. Szybko włączył się w życie polityczne zasiedlanego przez mormońskich osadników terytorium, zasiadał w parlamencie Terytorium Utah (1851–1869). Mianowany prezydentem palika doliny Cache w hrabstwie Cache (1860). W dalszym ciągu zaangażowany w pracę misyjną, był doradcą w prezydium misji brytyjskiej i europejskiej (1856–1857), odbył również misję na Hawajach (1864). Zmarł w Ogden, tuż przed śmiercią zajmował się chorym koniem. Przyczyną zgonu Bensona był zawał serca. Został pochowany w Logan.
Podobnie jak wielu ówczesnych przywódców mormońskich praktykował poligamię. Poślubił łącznie 8 kobiet, doczekał się z nimi 35 dzieci. Wspominany w Naukach i Przymierzach, jednym z pism świętych wchodzących w skład mormońskiego kanonu. Jeden z prawnuków Bensona, również Ezra Taft Benson, był prezydentem Kościoła od 1985 do 1994.